# Tempo di morte termica

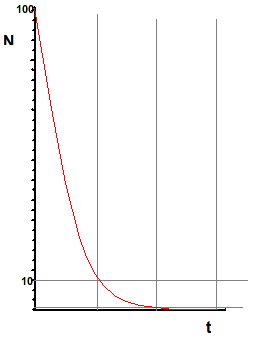
La morte dei microrganismi segue un andamento esponenziale: ad ogni intervallo di tempo la popolazione si riduce in proporzione geometrica secondo la funzione

In microbiologia, il tempo di morte termica (TDT per Thermal Death Time), altrimenti detto valore F, è il tempo (in minuti) necessario per assicurare la morte o l'inattivazione delle cellule microbiche presenti in sospensione ad una determinata temperatura e con una probabilità prefissata.
Si deve parlare di probabilità per due motivi:
1. l'inattivazione termica delle cellule microbiche non può essere considerato un fenomeno quantitativamente assoluto ed esatto, come generalmente avviene nel campo della chimica e della fisica,
2. la curva di inattivazione, essendo esponenziale, con l'aumentare del tempo tende a zero in modo asintotico, cioè il valore delle ordinate (numero di cellule/grammo) non arriva mai a 0.

Ne deriva che la lettura dei dati deve essere fatta in termini statistici, particolarmente nell'ambito dell'industria conserviera.
Per determinare un TDT soddisfacente bisogna prima ricavare sperimentalmente il tempo di riduzione decimale, o valore D, per un microorganismo di riferimento, cioè il tempo (in minuti) necessario per inattivare il 90% delle cellule nel prodotto in esame.
Sarà poi {\displaystyle F=n\cdot D}, dove {\displaystyle n} varia secondo il grado di sicurezza che si intende dare all'operazione. Per esempio per il Clostridium botulinum si adotta normalmente  {\displaystyle n=12}  che significa inattivare 100.000.000.000 di cellule o, meglio, ridurre ad 1 su 1.000.000.000.000 la probabilità che una cellula sopravviva.
Il TDT è strettamente correlato con il punto di morte termica (TDP), cioè la temperatura necessaria ad uccidere una sospensione microbica in 10 minuti. La maggior parte dei batteri viene uccisa in 5-10 minuti a 60-70 °C (con calore umido). Le spore batteriche vengono uccise a temperature maggiori, spesso superiori ai 100 °C.